# Aqaba
Aqaba (tiếng Ả Rập: العقبة, đã Latinh hoá: al-ʿAqaba, phát âm [æl ˈʕæqaba]) là thành phố ven biển duy nhất của Jordan và là thành phố lớn và đông dân nhất ven vịnh Aqaba. Với vị trí ở cực nam Jordan, Aqaba là trung tâm hành chính của tỉnh Aqaba. Thành phố có dân số 148.398 người vào năm 2015 và có diện tích là 375 kilômét vuông (144,8 dặm vuông Anh). Ngày nay, Aqaba đóng vai trò quan trọng trong sự phát triển của nền kinh tế Jordan thông qua các hoạt động thương mại và du lịch nhộn nhịp. Cảng Aqaba cũng phục vụ cho xuất nhập khẩu của nhiều quốc gia khác trong khu vực Trung Đông.
Vị trí chiến lược của Aqaba ở cực bắc biển Đỏ giữa châu Á và châu Phi khiến bến cảng của thành phố này trở nên hết sức quan trọng trong suốt ba ngàn năm qua.
Thành phố cổ đại tiền thân của Aqaba là Elath, trong tiếng Latinh là Aela và tiếng Ả Rập là Ayla.
Vị trí đặc biệt gần với các mỏ đồng cũng giúp nơi đây trở thành trung tâm đúc và mua bán đồng vào thời đại đồ đồng đá. 
Aela trở thành một địa phận giám mục dưới thời Đế quốc Đông La Mã và sau đó trở thành một hiệu tòa Công giáo Latinh sau cuộc chinh phục của Hồi giáo vào năm 650 CN, năm mà thành phố bắt đầu mang tên gọi Ayla; nên gọi Aqaba xuất hiện vào cuối thời trung cổ. Trận chiến Aqaba trong cuộc cách mạng Ả Rập, khắc họa trong phim Lawrence of Arabia, kết thúc bằng chiến thắng của các lực lượng Ả Rập trước quân đội Đế quốc Ottoman.
Vị trí cạnh Wadi Rum và Petra của Aqaba tạo nên một tam giác vàng về du lịch của Jordan, tăng cường vị thế của quốc gia này trên bản đồ thế giới. Thành phố được quản lý bởi Chính quyền Đặc khu Kinh tế Aqaba, do đó biến Aqaba trở thành một thành phố đánh thuế thấp, miễn thuế, thu hút nhiều dự án lớn như Ayla Oasis, Saraya Aqaba, Marsa Zayed và mở rộng Cảng Aqaba. Các dự án này được mong chờ sẽ đưa thành phố trở thành một trung tâm du lịch trong khu vực. Tuy vậy, các hoạt động công nghiệp và thương mại vẫn phải đóng vai trò quan trọng do đây là cảng duy nhất của Jordan.

## Tên gọi
Tên gọi của thành phố thời cổ đại là Elath hay Ailath.
Tên gọi này có lẽ bắt nguồn từ tên tiếng Semit của loài cây pistacia. 
Thành phố Eilat của Israel thời kỳ hiện đại (thành lập năm 1947), nằm ngay phía tây Aqaba, cũng đặt tên của mình dựa trên thành phố cổ.
Trong thời kỳ Hy Lạp hóa, thành phố này đổi tên là Berenice, tuy nhiên tên gốc vẫn phổ biến, trong khi vào thời La Mã tên được La Mã hóa thành Aela hoặc Haila, trong tiếng Hy Lạp Byzantin là Άιλα (Aila) và tiếng Ả Rập là Ayla (آيلة).
Tên hiện nay al-ʿAqaba (العقبة) là tên ngắn của al-ʿaqabat Aylah (آيلة العقبة) "đèo Ayla", lần đầu được nhắc tới vào thế kỷ 12 bởi Idrisi, vào thời mà thành phố hoàn toàn là một cứ điểm quân sự, để chỉ một con đèo ở đông bắc thành phố (29°33′32″B 35°05′42″Đ / 29,559°B 35,095°Đ, nay được thay bằng Xa lộ Aqaba).

## Lịch sử

### Cổ đại

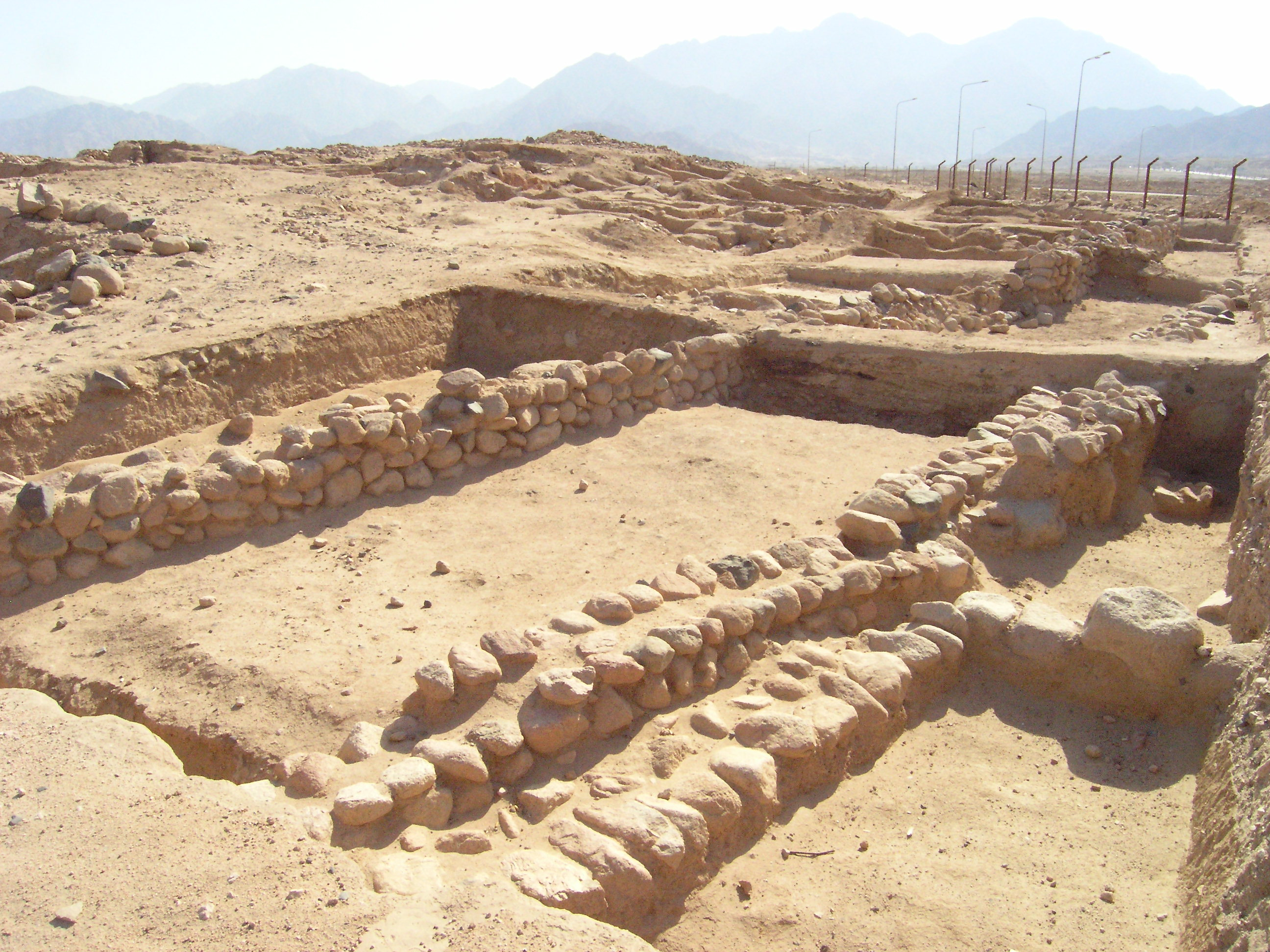
Di chỉ khảo cổ Tall Hujayrat Al-Ghuzlan

Các hiện vật khai quật được tại Tall Hujayrat Al-Ghuzlan và Tall Al-Magass thuộc Aqaba tiết lộ rằng thành phố đã có người ở từ khoảng năm 4000 TCN, với một nền sản xuất đồ đồng số lượng lớn khá phát triển. Thời kỳ này hầu như không được biết tới do sự thiếu thốn về tư liệu lịch sử. Các nhà khảo cổ học từ Đại học Jordan là những người đã phát hiện ra các di chỉ này, đồng thời tìm thấy một công trình xây dựng nhỏ có các bức tường với các hình vẽ người và động vật, qua đó có thể đoán được đây là công trình dành cho việc tế lễ. Những cư dân tại các di chỉ khảo cổ này đã phát triển một hệ thống tưới tiêu cho các cánh đồng lúa mì và nho. Người ta cũng tìm thấy nồi đất sét các loại được sử dụng trong việc nấu chảy đồng và tạo hình cho công cụ đồng. Các nghiên cứu khoa học tại các địa điểm khảo cổ này cũng khẳng định rằng nơi này từng chịu hai trận động đất, trong đó trận động đất thứ hai phá hủy hoàn toàn nơi này.
Những người cai trị xứ Edom phía nam Biển Chết được cho là đã xây dựng nên cảng đầu tiên ở Aqaba mang tên Elath vào khoảng năm 1500 TCN, biến nơi đây trở thành trung tâm trao đổi buôn bán và sản xuất đồ đồng trong khi những người Phoenicia giúp họ trong lĩnh vực kinh tế hàng hải.

### Cổ đại cổ điển
Khoảng năm 735 TCN, thành phố bị đế quốc Assyria chinh phục. Do các cuộc chiến tranh diễn ra ở phía đông, các tuyến đường giao thương của Assyria được chuyển về cảng ở Elath. 
Người Babylon chinh phục Elath vào khoảng năm 600 TCN. Trong thời gian này, Elath chứng kiến sự tăng trưởng kinh tế mạnh mẽ, với công lớn thuộc về các chính sách của các những nhà cai trị, những người đã nhận ra vị trí hết sức quan trọng của nơi này. 
Đế quốc Ba Tư chiếm được thành phố vào năm 539 TCN.

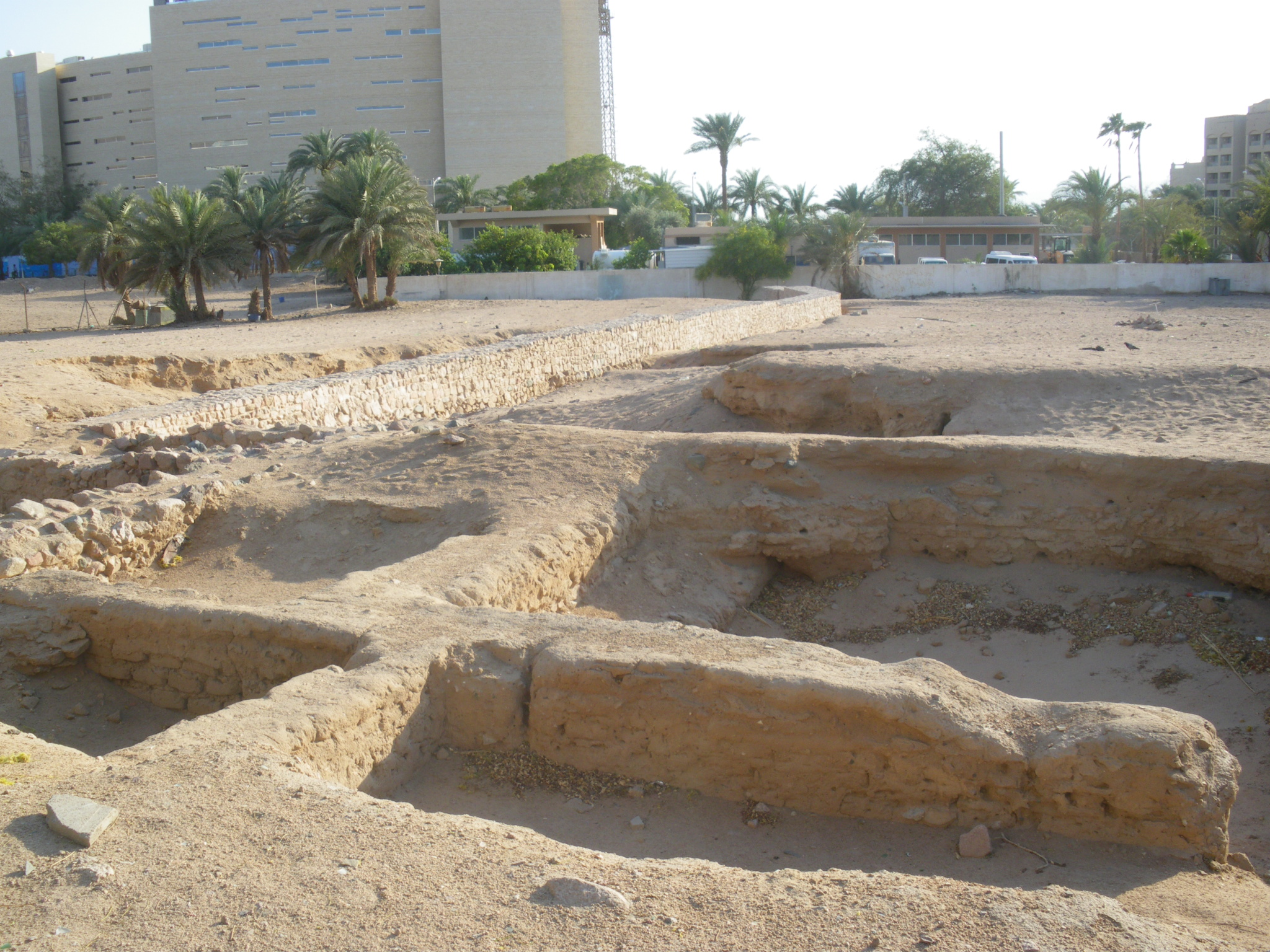
Nhà thờ Aqaba, một trong những nhà thờ Kitô giáo đầu tiên được xây dựng cho mục đích tôn giáo.

Thành phố tiếp tục phát triển và trở thành một trung tâm giao thương lớn khi người Hy Lạp bắt đầu cai trị vào năm 300 TCN. Một sử gia Hy Lạp nhận xét đây là "một trong những thành phố buôn bán lớn nhất thế giới Ả Rập". Người Ai Cập thuộc Hy Lạp gọi thành phố này là Berenice.
Vương quốc Nabatea có một lượng lớn cư dân định cư ở phía bắc thành phố. Những người này xây dựng nên đền Al-Khazneh trong thành Petra, và với lượng dân số vượt xa người Hy Lạp, họ dễ dàng chiếm được Elath. Một trong những văn bản cổ nhất bằng chữ Ả Rập được tìm thấy ở Jabal Ram, cách Aqaba 50 kilômét (31 dặm) về phía đông.
Vào năm 64 TCN sau cuộc chinh phục của người La Mã, họ gọi thành phố này là Aela (hay Haila, Aelana, tiếng Hy Lạp là Άιλα Aila).
Cả Petra và Aela chịu ảnh hưởng Nabatea bất chấp sự cai trị của La Mã. Vào thời gian này người ta bắt đầu xây dựng con đường lớn mang tên Via Traiana Nova nối Bostra ở phía nam tới Amman, kết thúc ở Aela, nơi kết nối với một con đường ở phía tây dẫn tới Philistia và Ai Cập. 
Khoảng năm 106 CN Aela là một trong những cảng chính của La Mã.
Vào thời Eusebius, Aela là nơi đóng quân của binh đoàn Legio X Fretensis chuyển tới từ Jerusalem.
Aela thuộc về Đế quốc Đông La Mã vào năm 300 CN. Vào thời gian này Nhà thờ Aqaba bắt đầu được xây dựng và là một trong những nhà thờ Kitô giáo thực sự đầu tiên trên thế giới. Thành phố trở thành một giáo phận Kitô giáo. Vào năm 325 giám mục Peter của thành phố có mặt trong Công đồng Nicaea I, công đồng đại kết đầu tiên. Beryllus có mặt trong Công đồng Chalcedon năm 451, và Paul có mặt tại một công nghị được triệu tập bởi Thượng phụ Peter của Jerusalem vào năm 536 nhằm chống đối lại Thượng phụ Anthimus của Alexandria, một hội đồng gồm các giám mục các tỉnh thời Hậu kỳ La Mã như Palaestina Prima, Palaestina Secunda và Palaestina Tertia.

### Trung Cổ
Theo sử gia Ibn Ishaq, Muhammad trong Cuộc hành quân tới Tabouk vào năm 630 đã đặt chân tới Aila đồng thời thu thập cống nạp từ nơi này.
Khi Aila rơi vào tay Hồi giáo năm 650, khu định cư cổ đại bị phá hủy, trong khi một thành phố mới của người Ả Rập được thành lập bên ngoài bức tường thành dưới sự cai trị của Othman bin Affan được gọi là Ayla (tiếng Ả Rập: آيلة).
Nhà địa lý Shams Eddin Muqaddasi nhận xét Ayla nằm ngay cạnh tàn tích của thành phố cổ.

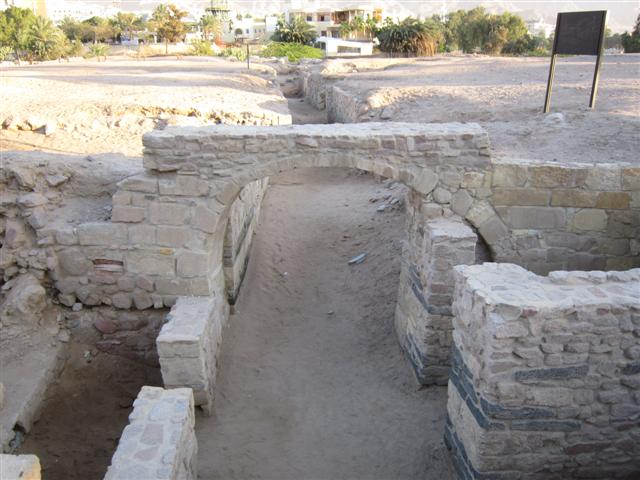
Một góc Ayla

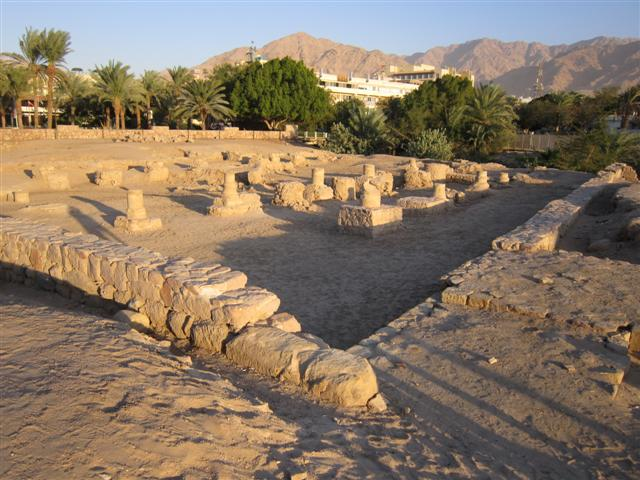
Ayla bên cạnh dãy núi Bắc Aqaba

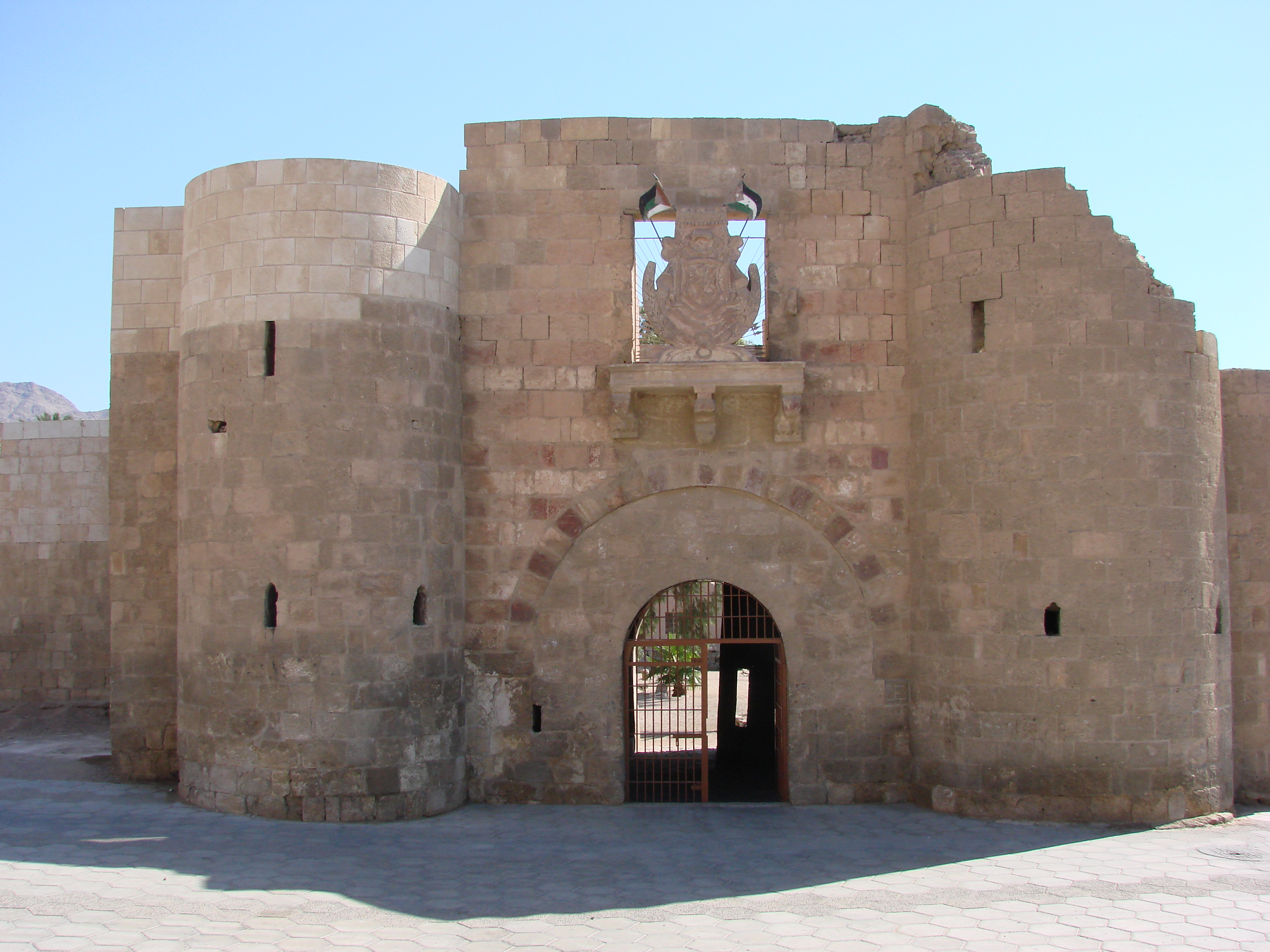
Pháo đài Aqaba

Từ năm 661 tới năm 750 thành phố phát triển mạnh mẽ tới dưới thời Nhà Omeyyad, và tiếp tục như vậy tới thời Nhà Abbas (750-970) và Nhà Fatimid (970-1116).
Ayla nắm bắt tốt vị trí quan trọng của mình trên tuyến đường tới với các loại gia vị Ấn Độ và Ả Rập (nhũ hương, mộc dược), giữa Địa Trung Hải và Bán đảo Ả Rập.
Thành phố thời trung cổ được khai quật vào năm 1986 bởi một đội khảo cổ thuộc Đại học Chicago. Các hiện vật được trưng bày tại Bảo tàng Khảo cổ học Aqaba và Bảo tàng Khảo cổ học Jordan ở Amman.
Baldwin I của Jerusalem chiếm được thành phố vào năm 1116 mà không gặp phải quá nhiều kháng cự. Trung tâm thành phố được chuyển 500 dọc theo bờ biển về phía nam. Pháo đài Helim của quân thập tự chinh được xây dựng, cũng như Đảo Pharaon (nay thuộc lãnh hải của Ai Cập cách Aqaba 7 kilômét (4 dặm) về phía tây).
Thành phố suy tàn vào cuối thế kỷ 12 do các trận động đất và các cuộc càn quét của quân Bedouin và Mamluk.
Ayla thuộc quyền kiểm soát của Vương quốc Jerusalem từ năm 1116 tới 1187. Sau đó nơi đây bị Saladin chiếm.
Khu dân cư vào thời điểm này hầu như đã bị phá hủy hoàn toàn, và địa điểm quanh khu vực này lấy theo tên của ngọn đèo gần đó, al-ʿAqaba.
Pháo đài cũ được xây dựng, mang tên Pháo đài Aqaba, bởi vua Al-Ashraf Qansuh Al-Ghuri vào đầu thế kỷ 16.
Trong bốn thế kỷ tiếp theo, nơi đây chỉ là một làng chài không mấy quan trọng.

### Hiện đại
Trong Thế chiến thứ nhất, quân Ottoman buộc phải rút khỏi Aqaba vào năm 1917 sau Trận Aqaba, với chiến thắng thuộc về T. E. Lawrence và các lực lượng Ả Rập của Auda abu Tayi và Sherif Nasir. Việc chiếm được Aqaba cho phép quân Anh tiếp viện cho các cánh quân Ả Rập.
Vào năm 1918, khu vực Aqaba và Ma'an chính thức sáp nhập vào Vương quốc Hejaz. Vào năm 1925, Ibn Saud, vua của Najd, với sự trợ giúp của lực lượng Ikhwan đã sáp nhập thành công Hejaz, tuy nhiên đành phải nhượng lại Ma'an và Aqaba cho xứ bảo hộ Tiểu vương quốc Ngoại Jordan của Anh.
Vào năm 1965, Vua Hussein, thông qua một thỏa thuận trao đổi với Ả Rập Xê Út, trao 6.000 kilômét vuông (2.317 dặm vuông Anh) đất hoang mạc ở các lãnh thổ Jordan để đổi lấy các lãnh thổ khác, trong đó có 12 kilômét (7 dặm) bờ biển phía nam Aqaba, bao gồm cả rạn san hô Yamanieh. Aqaba là nơi nhập các hàng hóa từ Iraq trong thập niên 1980 trước khi Chiến tranh Vùng Vịnh nổ ra.

## Địa lý
Aqaba nằm tại điểm cực nam của Jordan, bên bờ vịnh Aqaba ở cực băc của Biển Đỏ. Thành phố nằm trên cầu nối giữa châu Á và châu Phi, giáp Israel, Ai Cập và Ả Rập Xê Út.

### Khí hậu
Aqaba có khí hậu hoang mạc nóng (phân loại khí hậu Köppen BWh) với mùa đông ấm áp và mùa hè khô nóng. 
| Dữ liệu khí hậu của Aqaba               | Dữ liệu khí hậu của Aqaba | Dữ liệu khí hậu của Aqaba | Dữ liệu khí hậu của Aqaba | Dữ liệu khí hậu của Aqaba | Dữ liệu khí hậu của Aqaba | Dữ liệu khí hậu của Aqaba | Dữ liệu khí hậu của Aqaba | Dữ liệu khí hậu của Aqaba | Dữ liệu khí hậu của Aqaba | Dữ liệu khí hậu của Aqaba | Dữ liệu khí hậu của Aqaba | Dữ liệu khí hậu của Aqaba | Dữ liệu khí hậu của Aqaba |
| Tháng                                   | 1                         | 2                         | 3                         | 4                         | 5                         | 6                         | 7                         | 8                         | 9                         | 10                        | 11                        | 12                        | Năm                       |
| --------------------------------------- | ------------------------- | ------------------------- | ------------------------- | ------------------------- | ------------------------- | ------------------------- | ------------------------- | ------------------------- | ------------------------- | ------------------------- | ------------------------- | ------------------------- | ------------------------- |
| Trung bình ngày tối đa °C (°F)          | 20.5 (68.9)               | 22.3 (72.1)               | 25.9 (78.6)               | 31.0 (87.8)               | 35.3 (95.5)               | 38.5 (101.3)              | 40.0 (104.0)              | 39.6 (103.3)              | 36.7 (98.1)               | 32.5 (90.5)               | 27.0 (80.6)               | 22.0 (71.6)               | 30.9 (87.6)               |
| Trung bình ngày °C (°F)                 | 14.9 (58.8)               | 16.4 (61.5)               | 19.7 (67.5)               | 24.3 (75.7)               | 28.3 (82.9)               | 31.3 (88.3)               | 33.1 (91.6)               | 33.0 (91.4)               | 30.5 (86.9)               | 26.6 (79.9)               | 21.2 (70.2)               | 16.4 (61.5)               | 24.6 (76.3)               |
| Tối thiểu trung bình ngày °C (°F)       | 9.3 (48.7)                | 10.5 (50.9)               | 13.4 (56.1)               | 17.6 (63.7)               | 21.3 (70.3)               | 24.0 (75.2)               | 26.1 (79.0)               | 26.3 (79.3)               | 24.2 (75.6)               | 20.6 (69.1)               | 15.3 (59.5)               | 10.8 (51.4)               | 18.3 (64.9)               |
| Lượng Giáng thủy trung bình mm (inches) | 4.5 (0.18)                | 3.7 (0.15)                | 3.4 (0.13)                | 1.8 (0.07)                | 1.0 (0.04)                | 0.0 (0.0)                 | 0.0 (0.0)                 | 0.0 (0.0)                 | 0.0 (0.0)                 | 3.0 (0.12)                | 2.4 (0.09)                | 4.9 (0.19)                | 24.7 (0.97)               |
| Số ngày giáng thủy trung bình           | 2.0                       | 1.4                       | 1.5                       | 0.8                       | 0.5                       | 0.0                       | 0.0                       | 0.0                       | 0.0                       | 0.6                       | 0.9                       | 1.9                       | 9.6                       |
| Nguồn: Sở Khí tượng Jordan              |                           |                           |                           |                           |                           |                           |                           |                           |                           |                           |                           |                           |                           |

## Chính quyền địa phương
Vào tháng 8 năm 2000, Chính quyền Đặc khu Kinh tế Aqaba (ASEZA) được thành lập với vai trò là cơ quan chịu trách nhiệm về hành chính, tài chính, quản lý và kinh tế.

## Kinh tế

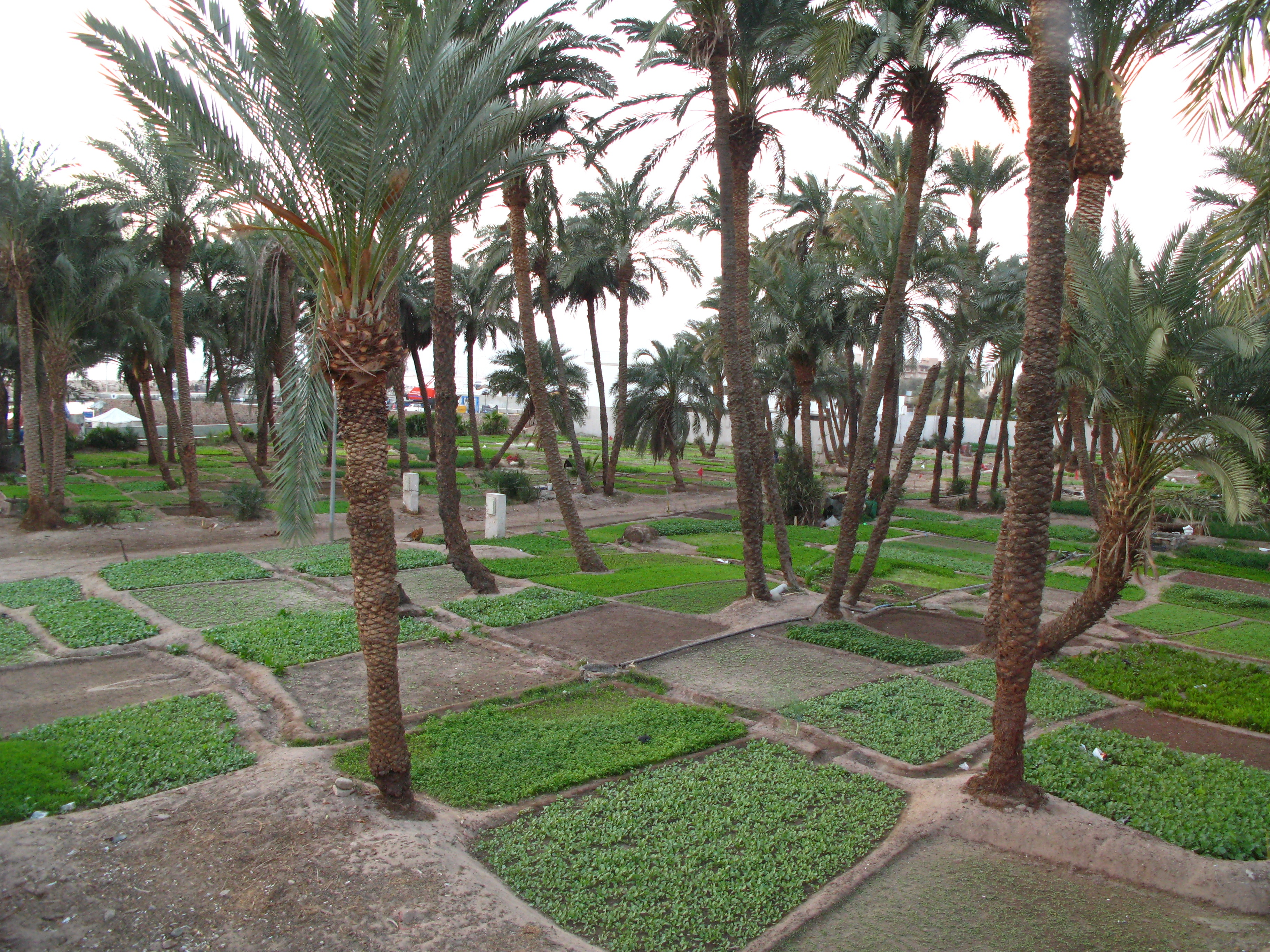
Công viên Shatt Al-Ghandour

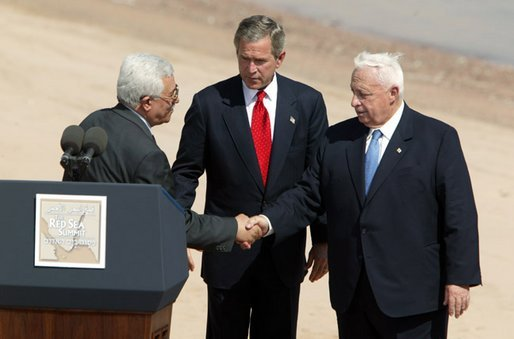
Hội nghị thượng đỉnh Biển Đỏ ở Aqaba năm 2003.

Với vai trò là đặc khu kinh tế của Jordan cùng vị trí địa lý thuận lợi, nền kinh tế của Aqaba dựa vào du lịch và các hoạt động tại cảng. Tăng trưởng kinh tế của Aqaba cao hơn trung bình cả nước. Với tư cách đặc khu thì một số hoạt động đầu tư và giao dịch thương mại được miễn thuế, tạo điều kiện cho việc xây dựng các khu nghỉ mát, nhà ở, và cửa hàng bán lẻ.
Vị trí cạnh Wadi Rum và Petra của Aqaba tạo nên một tam giác vàng về du lịch của Jordan, tăng cường vị thế của quốc gia này trên bản đồ thế giới. Thành phố được quản lý bởi Chính quyền Đặc khu Kinh tế Aqaba, do đó biến Aqaba trở thành một thành phố đánh thuế thấp, miễn thuế, thu hút nhiều dự án lớn như Ayla Oasis, Saraya Aqaba, Marsa Zayed và mở rộng Cảng Aqaba. Các dự án này được mong chờ sẽ đưa thành phố trở thành một trung tâm du lịch trong khu vực. Tuy vậy, các hoạt động công nghiệp và thương mại vẫn phải đóng vai trò quan trọng do đây là cảng duy nhất của Jordan.
Trên 20 tỉ đô la Mỹ đã được đầu tư vào Aqaba kể từ năm 2001 sau khi Đặc khu kinh tế được lập ra.
Cùng với các dự án du lịch, Aqaba thu hút các công ty logistic toàn cầu như APM Terminals và Agility tới đầu tư.
Aqaba là cảng duy nhất của Jordan nên có thể coi tất cả hàng hóa xuất khẩu của Jordan đều xuất phát từ đây. Cho tới năm 2008 ASEZ thu hút 18 tỉ đô la Mỹ tiền đầu tư cam kết.

### Du lịch

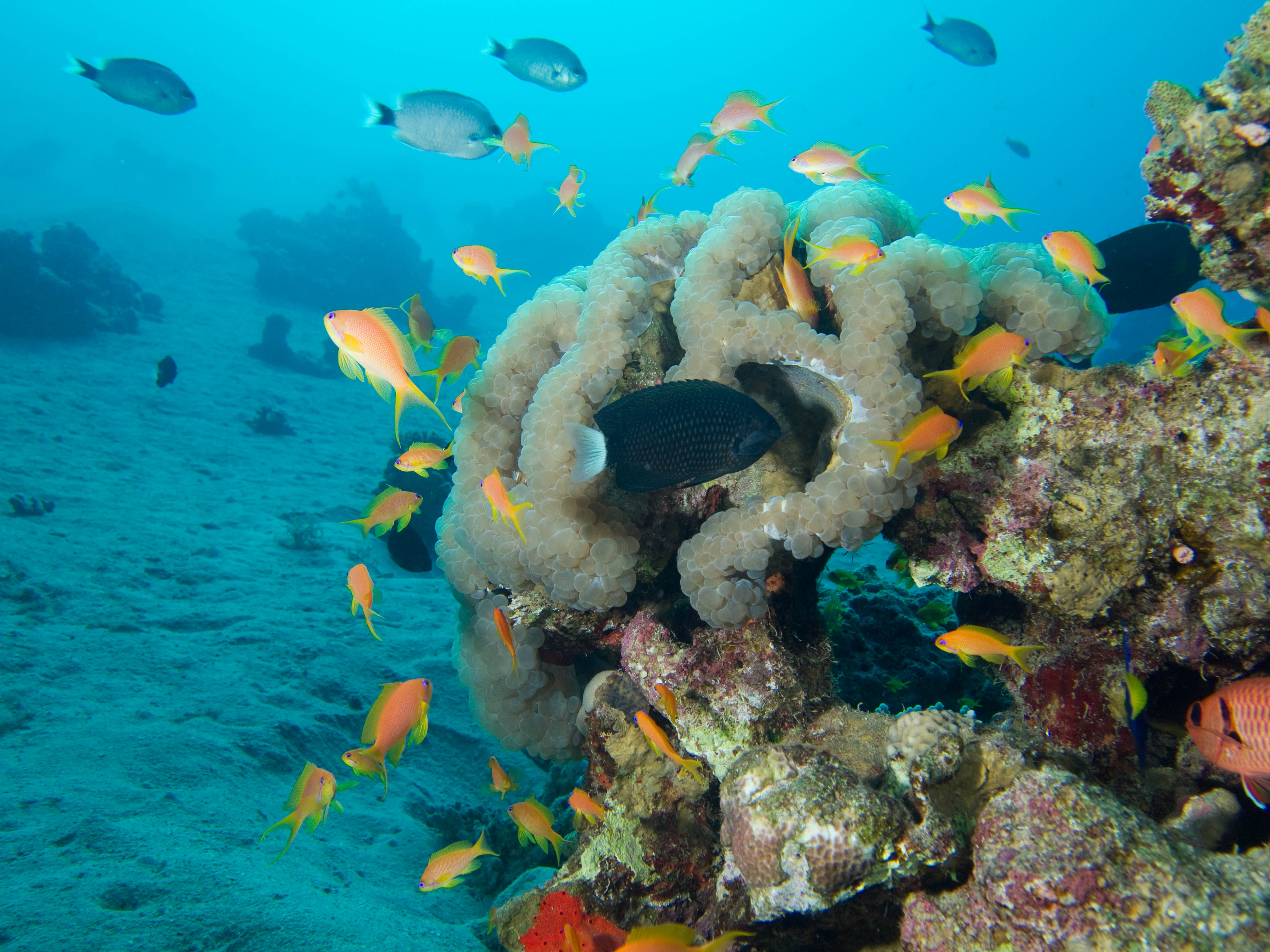
Rạn san hô ở Aqaba

Aqaba có một số khách sạn hạng sang, trong đó ở khu nghỉ mát Tala Bay cách trung tâm 20 km về phía nam phục vụ cho những du khách tới vui chơi ở bãi biển và đi lặn. Khu nghỉ mát cũng cung cấp các hoạt động giải trí tại các khu vực sa mạc. Các quán cà phê bán các món ăn như mansaf và knafeh, và đồ tráng miệng baqlawa. Một trải nghiệm nổi tiếng khác nhà tắm Thổ Nhĩ Kỳ (Hamam) xây vào năm 306 CN, nơi du khách và người địa phương tới để thư giãn sau một ngày nóng bức.
Vào năm 2006, Sở du lịch Aqaba báo cáo số lượng du khách tới thăm Đặc khu là khoảng 432.000, tăng 5% so với năm trước đó. Khoảng 65%, hay 293.000 người là người Jordan. Trong số các khách nước ngoài, châu Âu là nhiều nhất với khoảng 98.000 lượt trong năm. Sở du lịch cung cấp tài chính cho các hoạt động quảng bá và truyền thông với sự trợ giúp của Liên minh châu Âu.
Vào các ngày lễ, người Jordan ở miền bắc, đặc biệt là Amman và Irbid, đổ xô tới các khu nghỉ mát và bãi biển của Aqaba.

## Nhân khẩu
Aqaba là một trong các địa phương có tỉ lệ gia tăng dân số cao nhất Jordan năm 2011; chỉ 44% số công trình trong thành phố được xây dựng trước năm 1990. Theo một cuộc điều tra dân số đặc biệt tại Aqaba do sở thống kê Jordan thực hiện năm 2007, dân số của Aqaba là 98.400. Dân số năm 2011 ước tính là 136.200.
| 1 | Tổng dân số                          | 98.400    | 5.350.000 |
| 2 | Tỉ lệ tăng                           | 4,3%      | 2,3%      |
| 3 | Tỉ lệ nam/nữ                         | 56,1/43,9 | 51,5/48,5 |
| 4 | Tỉ lệ người bản địa/người ngoại quốc | 82,1/17,9 | 93/7      |
| 5 | Số hộ gia đình                       | 18.425    | 946.000   |
| 6 | Số người/hộ                          | 4,9       | 5,3       |
| 7 | % dân số dưới 15 tuổi                | 35,6%     | 37,3%     |
| 8 | % dân số trên 65 tuổi                | 1,7%      | 3,2%      |

### Tôn giáo

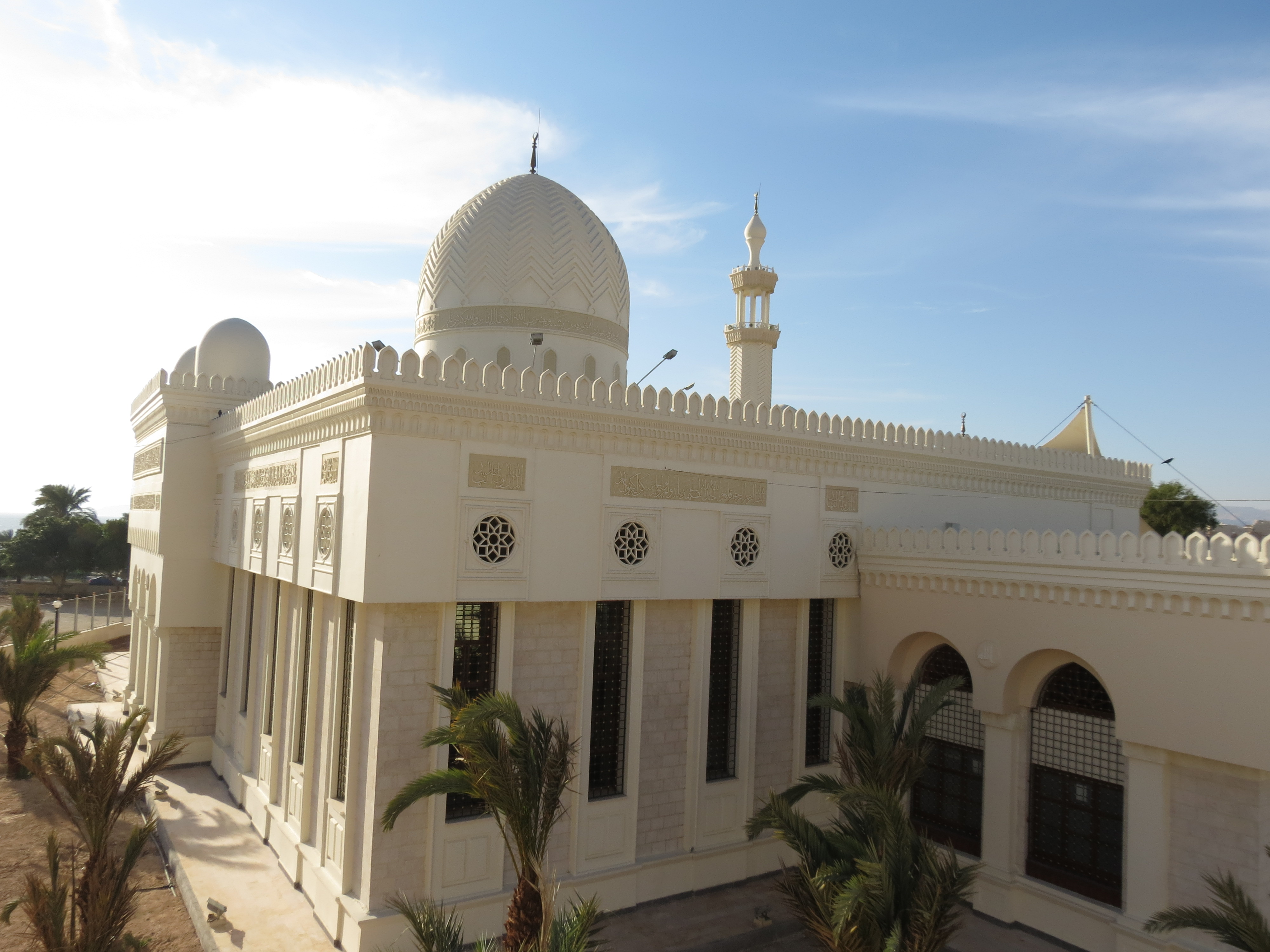
Giáo đường tại Marsa Zayed

Hồi giáo chiếm ưu thế trong đời sống ở Aqaba, tuy nhiên vẫn có hoảng 5.000 gia đình Thiên chúa giáo trong khu vực. Có một số nhà thờ Thiên chúa giáo và một ngôi trường Thiên chúa giáo mang tên Trường Nữ tu Rosary Aqaba.

## Giao thông
Hệ thống đường sắt Aqaba chỉ được dùng để vận chuyển hàng hóa chứ không phục vụ khách, ngoại trừ tuyến đi Wadi Rum.

### Sân bay
Sân bay quốc tế King Hussein ở phía bắc Aqaba là sân bay dân sự duy nhất bên ngoài thủ đô Amman. Sân bay này cách trung tâm thành phố 20 phút lái xe. Các chuyến bay chính từ Amman tới Aqaba với thời gian bay 45 phút được quản lý bởi các hãng Royal Jordanian và Jordan Aviation. Một số hãng hàng không khác kết nối với Istanbul, Dubai, Alexandria, Sharm el-Sheikh, và nhiều điểm đến khác ở châu Á và châu Âu.

### Đường bộ

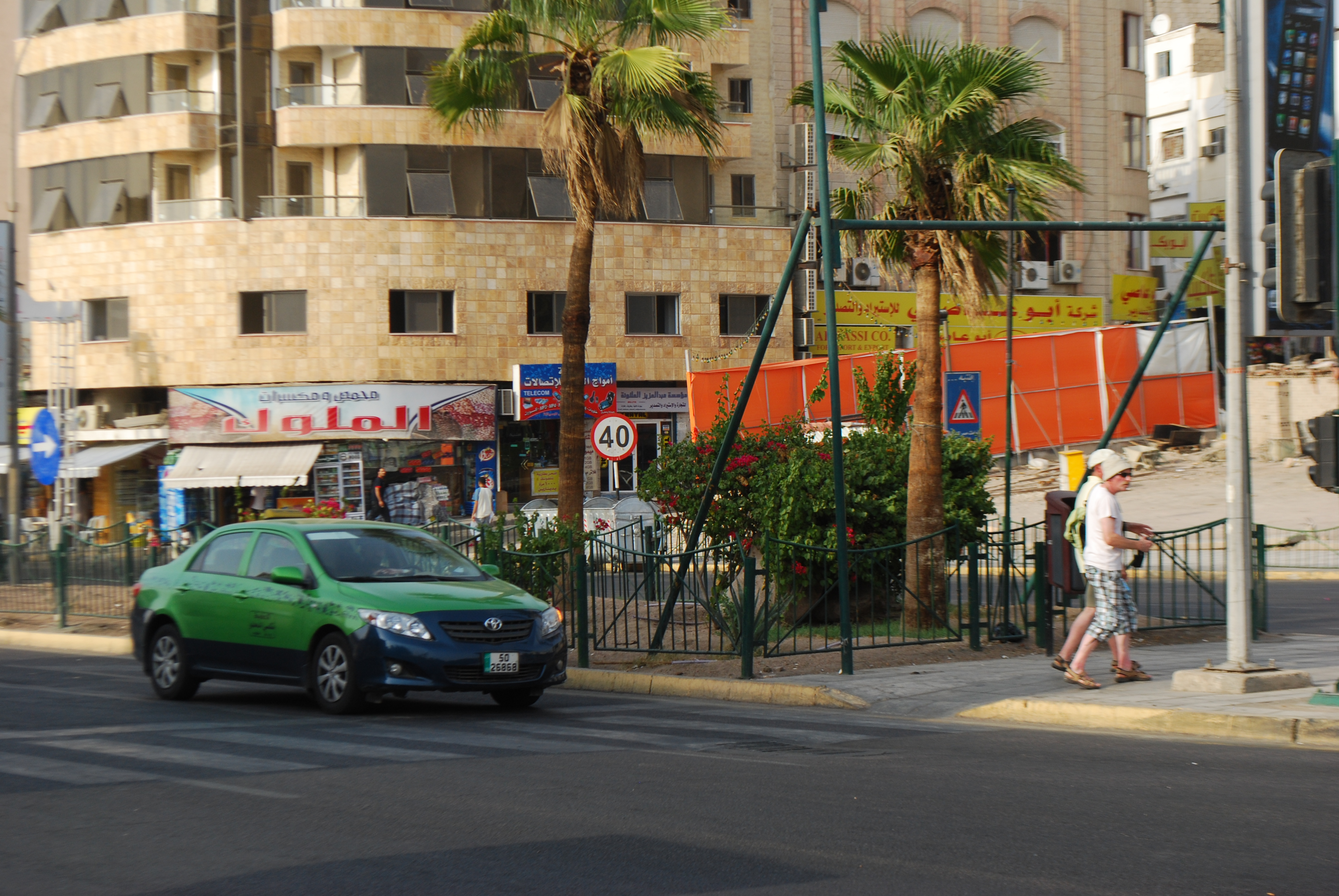
Taxi ở Aqaba

Aqaba được kết nối bởi hệ thống 8.000 kilômét (5.000 mi) xa lộ hiện đại tới các quốc gia xung quanh. Thành phố kết nối với phần còn lại của Jordan bằng Xa lộ Sa Mạc và Xa lộ Vua, những tuyến đường dẫn tới các khu du lịch và khu dân cư ở ven biển Chết. Aqaba kết nối với Eilat của Israel bằng các dịch vụ taxi và xe buýt qua cửa khẩu Wadi Araba và tới Haql của Ả Rập Xê Út bằng cửa khẩu Durra. Có nhiều dịch vụ xe khách từ Aqaba tới Amman và các thành phố lớn khác ở Jordan, trong đó JETT và Trust International là các hãng cung cấp chính. Các xe khách này còn có cả điều hòa và dịch vụ nhà tắm.

### Cảng

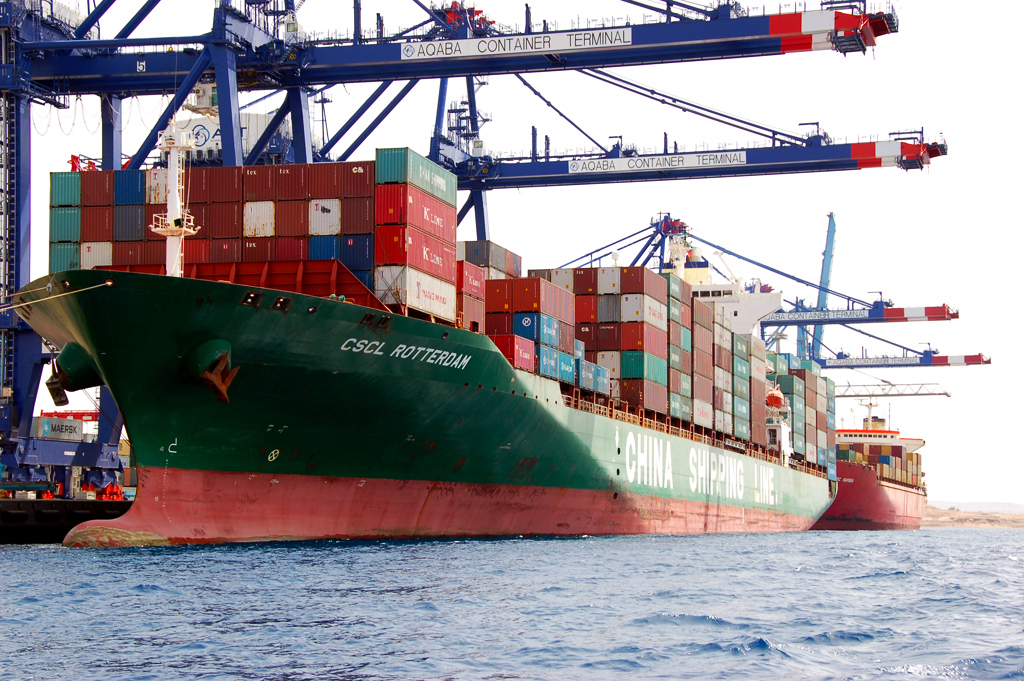
Cảng Aqaba

Cảng Aqaba là cảng duy nhất ở Jordan. Các chuyến phà tới Taba được vận hành hàng ngày bởi nhiều công ty. Vào năm 2006, cảng được đánh giá là "bến container tốt nhất" ở Trung Đông bởi Lloyd's List nhờ là trạm trung chuyển hàng hóa cho các nước láng giềng, vị trí của ngõ giữa ba châu lục.

## Thành phố kết nghĩa
| - Varna, Bulgaria - Málaga, Tây Ban Nha - Sankt-Peterburg, Nga - Basra, Iraq - Alcamo, Ý |

## Sách đọc
- Mayhew, Bradley (tháng 4 năm 2006) [1987]. Jordan (ấn bản thứ 6). Footscray: Lonely Planet. ISBN 1-74059-789-3.